# Гола коса
Го́ла коса́ (рос. Голая коса) — невеликий острів у морі Лаптєвих, є частиною островів Петра. Територіально відноситься до Красноярського краю, Росія.
Розташований біля східного узбережжя острова Південного, відмежовуючи бухту Норд. Острів має видовжену форму, витягнутий із північного заходу на південний схід. Являє собою вузьку піщану косу. Оточений мілинами.
Відкритий В. В. Прончищевим в 1736 році.
| Росія | Це незавершена стаття з географії Росії. Ви можете допомогти проєкту, виправивши або дописавши її. |